# Саксонски войни
Саксонските войни (на немски: Sachsenkriege) се състоят от 772 до около 804 г.
Те започват през лятото 772 г. от франкския крал Карл Велики (748 – 814) против саксите и завършват 804 г. с подчиняването на саксонските нордалбинги и поставянето на мисионера Людгер за първия епископ на Мюнстер през 805 година.
Долна Саксония е включена в състава на Франкската империя и започва християнизацията на саксите.